# Randar II: Revenge of Death
Randar II: Revenge of Death (ランダーの冒険2 Randā no Bōken 2?, lit. "La Aventura de Randar 2") es un videojuego de rol y es una secuela de Randar. Fue Lanzado por MSX2 y es publicado por Compile en 1989 solo en Japón. También fue relanzado por Project EGG de Windows Store en 24 de diciembre de 2019.
- Datos: Q85876816